# Jardin zoologique de Marseille
 (mars 2024).
 (juin 2024).
Si vous disposez d'ouvrages ou d'articles de référence ou si vous connaissez des sites web de qualité traitant du thème abordé ici, merci de compléter l'article en donnant les références utiles à sa vérifiabilité et en les liant à la section « Notes et références ».
 (juin 2024).
 (juin 2024).
- Si vous ne connaissez pas le sujet, laissez ce bandeau (vous pouvez alors contacter les auteurs).
- Si vous supprimez le contenu mis en cause (vous pouvez préalablement contacter les auteurs),

argumentez précisément cette suppression dans la page de discussion
(un manque de référence n'est pas un argument ; une recherche réelle de référence doit avoir été effectuée, être formellement documentée).
Le jardin zoologique était le parc zoologique de Marseille, ouvert en 1854. Il était situé dans les jardins du palais Longchamp et a été fermé le 30 décembre 1987.

## Construction
L'idée d'installer un jardin zoologique sur le Plateau Longchamp germe dès l'aménagement des jardins en 1854 mais ce n'est qu'en 1856 que le zoo est construit. Ce dernier occupe une surface de 5 hectares après s'être rapidement révélé trop petit ce qui a amené la municipalité à agrandir le jardin au-delà de l'actuel boulevard Cassini. Le zoo était ainsi séparé en deux parties reliées entre elles par un petit pont enjambant le boulevard. Les collections d'animaux semblent importantes dès les débuts du zoo (près de 2000 oiseaux de 1 250 espèces différentes sans compter des dizaines d'espèces de mammifères et probablement quelques reptiles ce qui représentait alors 2450 animaux au total).
Montricher a relié le passage du plateau au zoo par un escalier qui sera doublé quelques années plus tard. Cet escalier est placé le long d'une cascade créée par Montricher et qui rappelle le rôle de château d'eau du Palais Longchamp tout en servant de lieu de vie à plusieurs espèces d'oiseaux d'eau comme des canards et des flamants roses.

## Aménagement
Les cages visibles actuellement dans le jardin datent probablement de 1899. Plusieurs sont toujours visibles comme la cage des ours, celle des loups, plusieurs volières, les cages des fauves etc.
On trouve également des bâtiments construits pour servir d'abris aux animaux. Ces bâtiments avaient un style propre au pays d'origine de l'animal. Ainsi, on peut toujours observer le bâtiment de la girafe et celui de l'éléphant et d'autres petites constructions ayant servi d'abris à des cervidés et des antilopes.
Parmi les principales espèces présentées dès les débuts du zoo en 1856 et jusqu'à la fermeture de celui-ci en 1987 :
- éléphant d'Asie
- girafe
- plusieurs espèces de ruminants (cervidés, antilopes etc.)
- autruche et casoar
- tapir terrestre
- fauves (lion, tigre, léopard)
- beaucoup de petits carnivores (mustélidés, viverridés)
- ours brun, ours polaire
- loup gris
- de nombreuses espèces d'oiseaux
- plusieurs espèces de primates (lémuriens, gorilles, cercopithèques, etc.)

D'autres animaux ont été présentés de façon épisodique dans l'histoire du zoo:
- grand dauphin
- crocodiliens
- hippopotame

À leur mort, les animaux allaient enrichir considérablement les collections du Muséum voisin. Bon nombre des spécimens naturalisés visibles actuellement au Muséum sont issus du jardin zoologique car la ville était propriétaire des dépouilles d'animaux et pouvait fournir ainsi son Muséum mais aussi la Faculté des Sciences.
Le zoo a rencontré très tôt des soucis financiers chroniques. À l'origine une société exploitait ce dernier puis devant les problèmes financiers, la municipalité a décidé de prendre l'administration du jardin zoologique dès 1863 car le zoo se révélait le complément idéal du Muséum.
Les problèmes financiers rencontrés à la fin des années 1980 auront cependant raison du zoo de Marseille et celui-ci fermera définitivement ses portes en 1987.
À noter que "Zoo de Marseille" a été le sponsor maillot de l'Olympique de Marseille lors de la saison 1980/1981.[pertinence contestée]

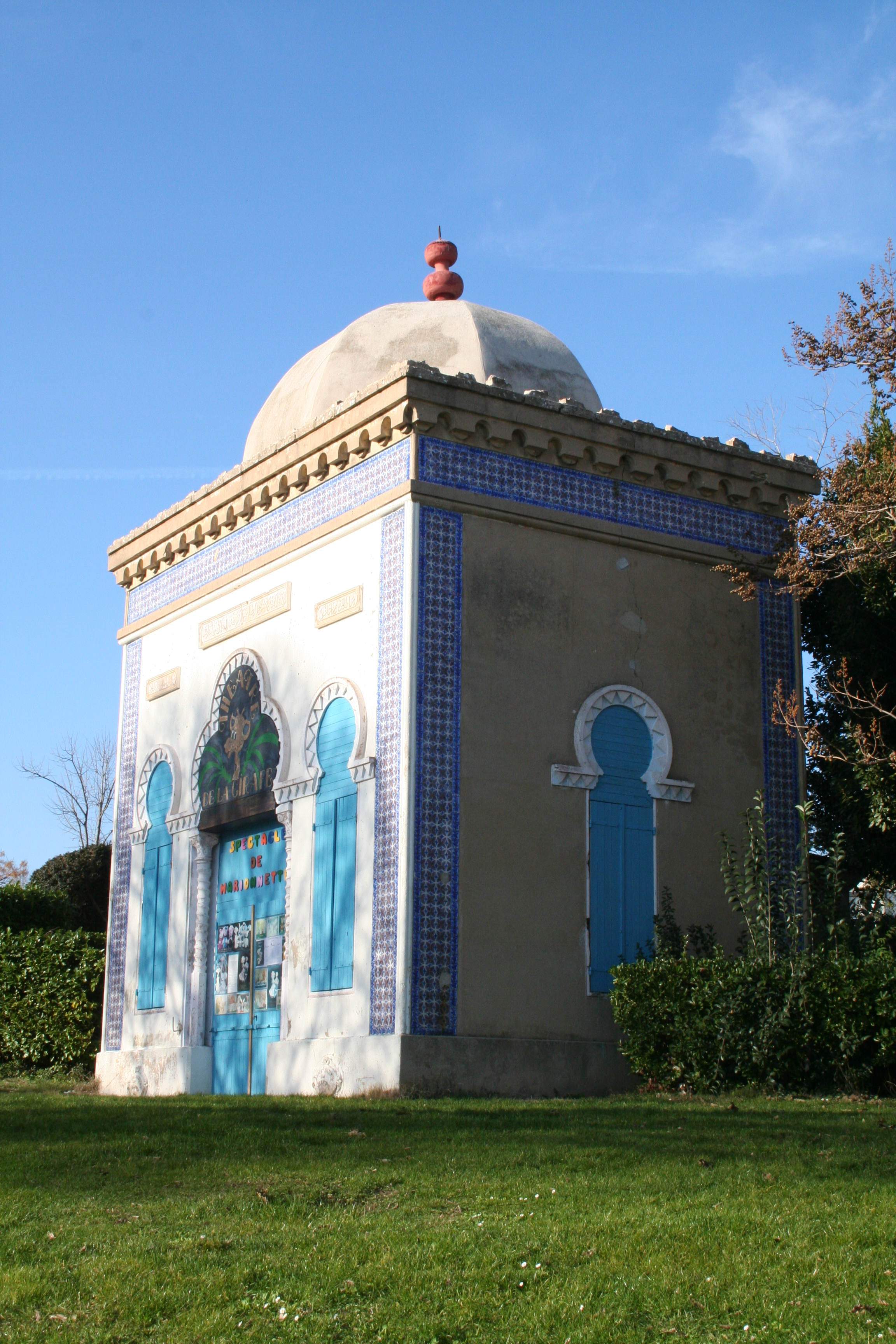
Pavillon de la girafe.
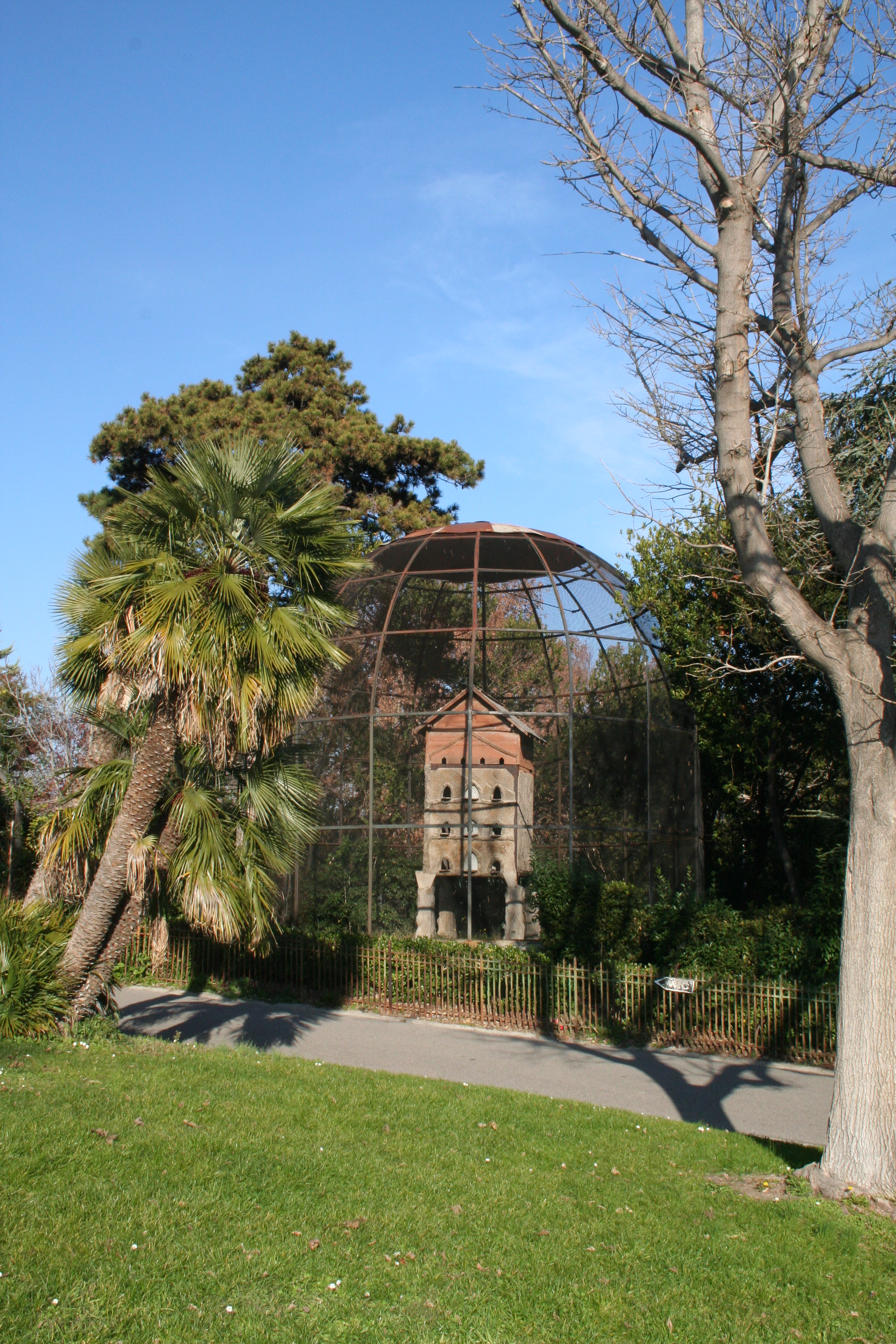
Volière.
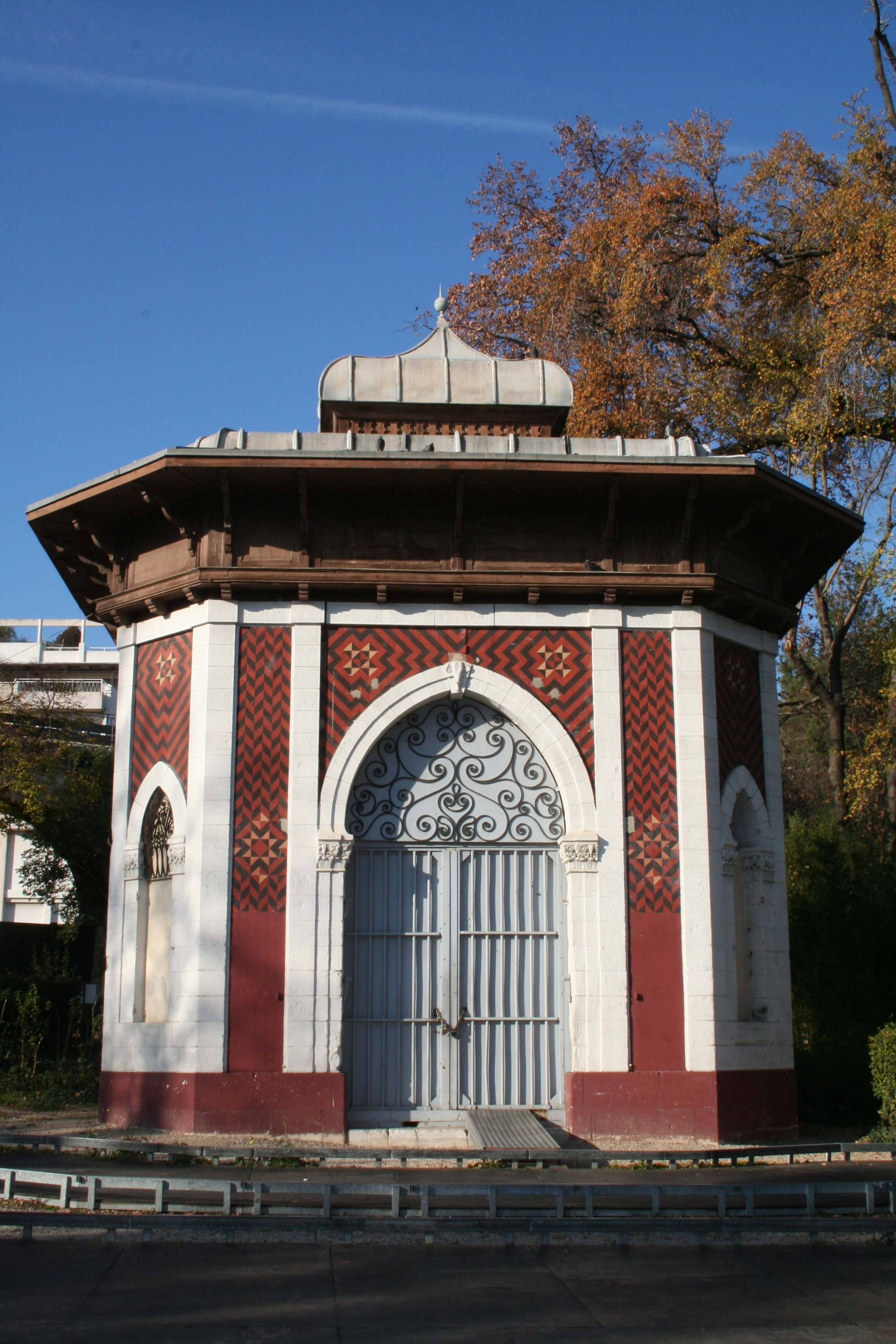
Pavillon de l'éléphant.
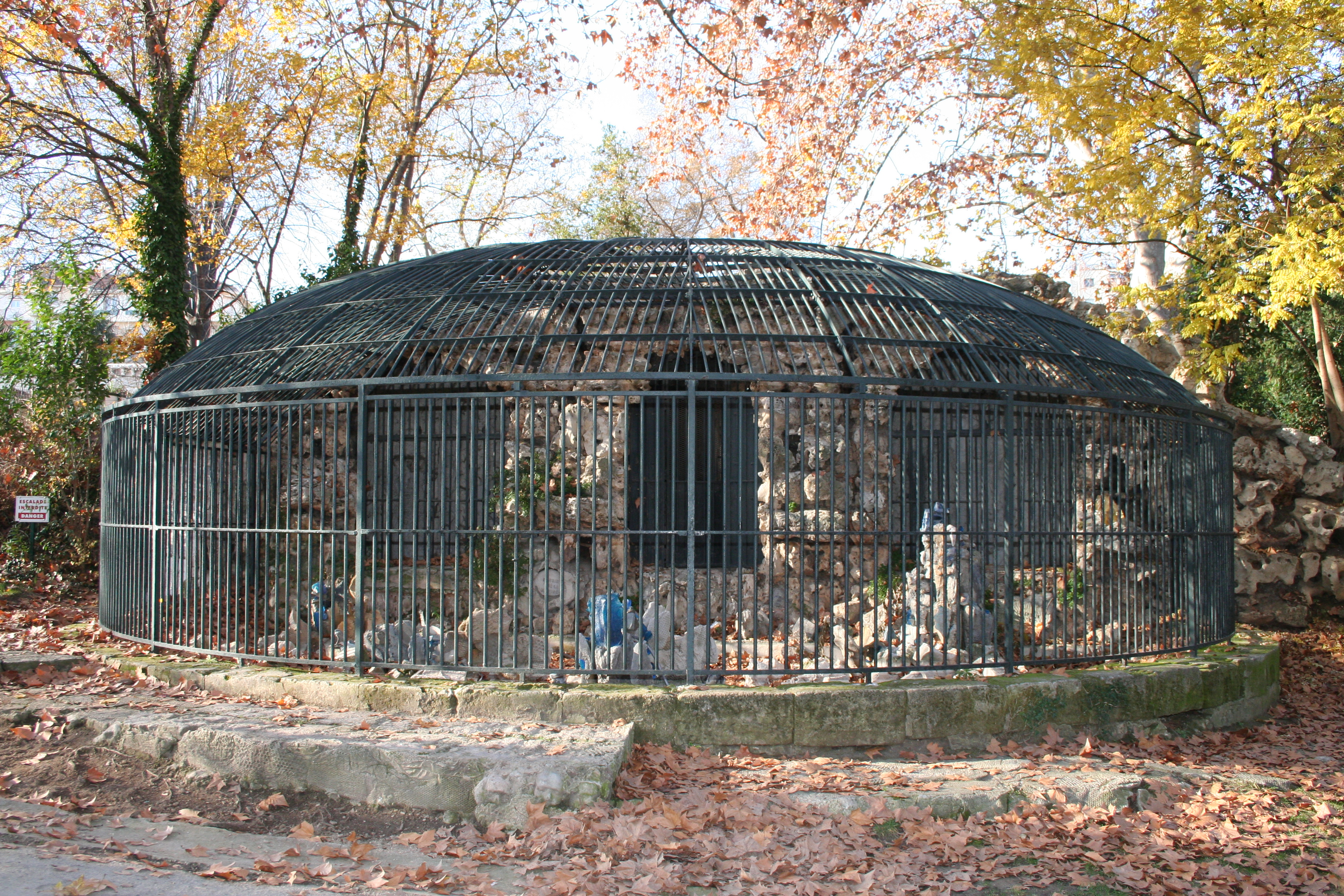
Cage aux ours.